# Kittie Knox

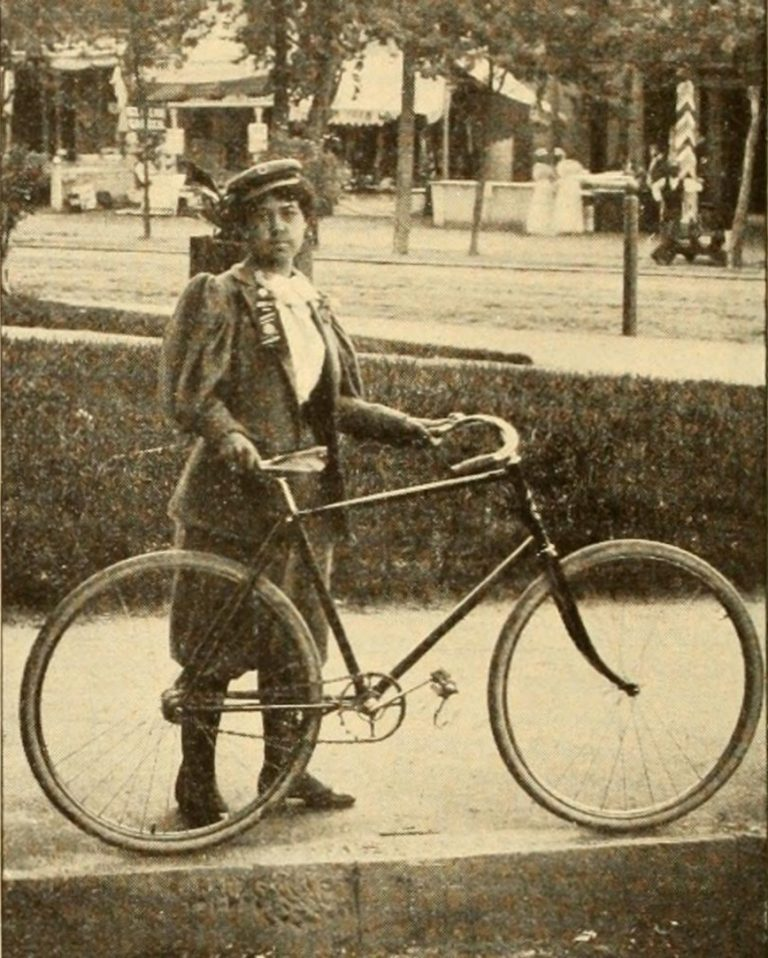
Kittie Knox (1895)

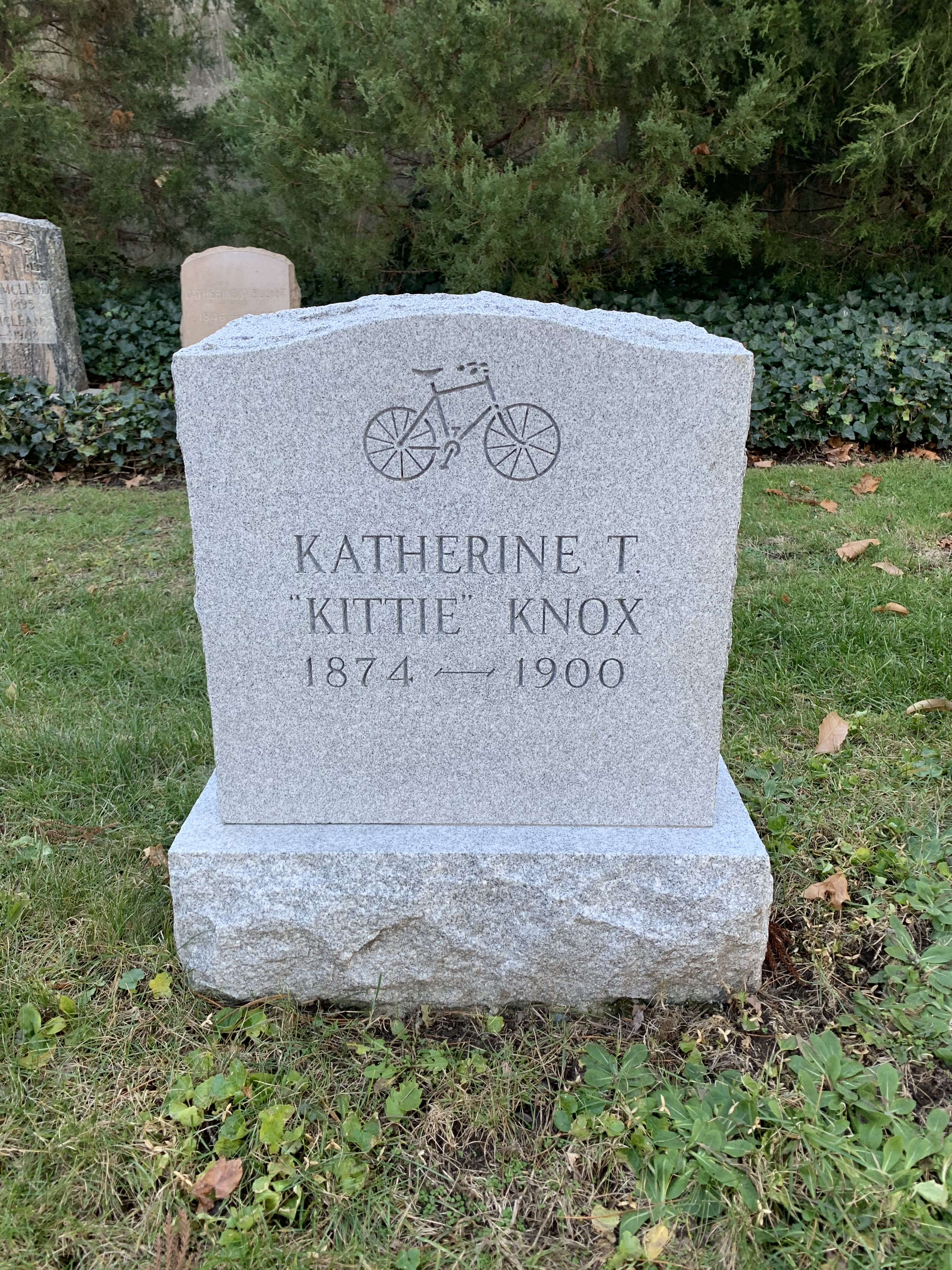
Grabstein von Kittie Knox

Katherine Towle „Kittie“ Knox (* 7. Oktober 1874 in Cambridge, Massachusetts; † 11. Oktober 1900 in Boston) war eine US-amerikanische Radsportlerin. Sie war das erste afroamerikanische Mitglied der League of American Wheelmen (LAW).

## Biographie
Kittie Knox war das zweite Kind von Katherine Towle, einer weißen Fabrikarbeiterin, und von John Knox, einem afroamerikanischen Schneider. Als sie sieben Jahre alt war, starb ihr Vater, und die Familie – Mutter, Kittie und Bruder Ernest – zog in ein überwiegend afroamerikanisches Viertel in Bostons West End. Kittie Knox arbeitete als Näherin und Schneiderin.
Das Hobby von Knox war der Radsport, der sich zu dieser Zeit zu einem erschwinglichen Freizeitvergnügen für die Mittelschicht und zu einem beliebten Wettkampfsport entwickelte. Die Stadt Boston war ein Zentrum des Radsports, die den ersten Fahrradclub in den USA beherbergte und wo sich der Sitz der LAW befand. Bei Rennen fuhr Kittie Knox auch gegen Männer, nahm an Fernfahrten mit einer Länge von bis zu 100 Meilen (sogenannten „centuries“) teil und beendete diese meist in einer vorderen Gruppe. 1893 trat sie dem Riverside Cycling Club bei, dem einzigen schwarzen Radsportverein in Boston, und der mehrheitlich weißen, männlichen League of American Wheelmen.
Kittie Knox fuhr ein „Herrenrad“ und kein für Frauen gedachtes mit Durchstieg. Sie trug selbst entworfene Knickerbocker oder Bloomers (Pluderhosen) anstelle von Röcken. Ihre Kleidung erregte kritische Bewunderung wie auch Aufsehen. 1895 gewann sie einen Preis bei einem Wettbewerb für Fahrradkleidung in Waltham, Massachusetts. Journalisten berichteten immer wieder ausführlich über ihr Aussehen, ihre körperliche Erscheinung und ihre Garderobe. So wurde sie als „hübsche farbige Maid“, „dunkle Göttin von Beanville“ und „schöne und dralle schwarze Blüte“ bezeichnet.
1894 beschloss die LAW, nicht-weißen Radfahrern künftig die Mitgliedschaft zu verweigern. Dieser Beschluss kam erst in einem dritten Anlauf und nach der rigiden Kampagne eines Südstaatenoffiziers, Colonel William W. Watts aus Kentucky, zustande und war in der Liga weiterhin stark umstritten. Im Juli 1895 reiste Knox zur Jahresversammlung der LAW in Asbury Park, New Jersey und „erlitt die Demütigung“, dass ihr wegen ihrer Hautfarbe der Zutritt zum Versammlungsort verweigert wurde. „Als Frau Knox, deren Aussehen und Kleidung den ganzen Tag über Bewunderung hervorgerufen hatte, den Sitzungssaal des örtlichen Clubhauses betrat und ihren Ligaausweis vorlegte, weigerte sich der Herr, ihre Karte anzuerkennen“, so die Zeitung Worcester Telegram. Unterstützt wurde ihr Anliegen hingegen unter anderem von LAW-Vizepräsident George Perkins aus Massachusetts. Später wurde festgelegt, dass die „Color Bar“ („Farbschranke“) nicht rückwirkend angewandt werde und die Mitgliedschaft von Knox daher bestehen bleibe.
Es wurde aber in den Zeitungen auch darüber berichtet, dass Knox in Restaurants und Hotels nicht bedient wurde, während sie sich wegen des Treffens in New Jersey aufhielt. Dennoch verkehrte sie mit Mitgliedern der Liga und tanzte auf dem Liga-Ball. Dies rief eine stürmische Reaktion hervor, wie der New York Herald berichtete: „Unter den Radfahrern, die zu Besuch sind, befindet sich ein aufgewecktes junges Mulattenmädchen aus Boston, und die Brüskierungen, die ihr von vielen der Frauen entgegengebracht wurden, gipfelten gestern Abend darin, dass Dutzende von ihnen den Ball im Auditorium verließen, weil sie nicht nur dort war, sondern auch als erste auf der Tanzfläche im Walzer.“
Nach dem LAW-Treffen in Asbury Park wurde Kittie Knox zur Leiterin der mehrtägigen Sommerfahrt der Massachusetts Division der LAW gewählt. Im August 1895 wurde das „Partridge White Ribbon Open Century“ wegen eines Gewitters fast abgesagt. Trotzdem absolvierten viele Fahrer, darunter auch Knox, die 100-Meilen-Fahrt, „wenn auch mit Schlamm bedeckt“. Kittie Knox war die einzige Frau, die das Ziel erreichte. Kurz darauf wurde ihr die Teilnahme an einer Veranstaltung der „Boston Wheelmen“ verweigert, eines neuen Clubs, der beschlossen hatte, keine schwarzen Teilnehmer zuzulassen.
Die „Color Bar“ der League wurde offiziell erst 1999 abgeschafft, nachdem sie zwischenzeitlich vergessen worden, aber weiterhin formal gültig war. Die Aufhebung der Regel war mit einer an die afroamerikanische Gemeinschaft gerichteten Entschuldigung verbunden sowie mit der Vergabe der posthumen Mitgliedschaft an Major Taylor (1878–1932), den ersten afroamerikanischen Radweltmeister, dem diese Mitgliedschaft zu Lebzeiten verweigert worden war.
Kittie Knox starb 1900 im Alter von 26 Jahren im Massachusetts General Hospital an einem chronischen Nierenleiden. Sie wurde in einem Gemeinschaftsgrab auf dem Mount Auburn Cemetery, zwischen Cambridge und Watertown gelegen, beigesetzt. 2013 wurde ihr zu Ehren ein Gedenkstein auf dem Friedhof errichtet (Lot 5000, Grab 385, Vesper Path). Der Stein wurde von Mitgliedern der Familie Towle, die erst durch die Recherchen von Lorenz Finison von ihrer Vorfahrin erfahren hatten, und weiteren Spendern finanziert. Das Grab ist nun Teil des African American Heritage Trail auf dem Friedhof. 2019 wurde in Cambridge ein Radweg „Kittie Knox Bike Path“ benannt. Die LAW lobte einen Kittie Knox Award für das Engagement für Gleichberechtigung, Vielfalt und Inklusion im Radsport aus; erste Empfängerin war 2020 die Radsportlerin Ayesha McGowan.